# Créoles de Louisiane
Le terme ne doit pas être confondu avec la langue appelée créole louisianais.

Drapeau des Créoles de Louisiane, créé en 1987 par Pete Bergeron. Il rassemble l'héritage français, ouest-africain et espagnol.

L'expression créole de Louisiane fait référence à la population créole de Louisiane, aux États-Unis, et à ce qui y est culturellement associé.
Les Créoles de Louisiane (Louisiana Creoles) appartiennent au groupe identitaire de personnes descendantes des anciens habitants d'origine française (et minoritairement espagnole) de la Louisiane coloniale soumise à la domination du Royaume de France, puis de la Première République française, avant d'intégrer les États-Unis d'Amérique.
C'est à partir de la vente de la Louisiane, par Napoléon aux États-Unis, que le terme « créole » prend une signification plus politique et identitaire, pour les Louisianais de culture francophone, latine et catholique et pour ceux qui les désignent.
Les Créoles de Louisiane appartiennent au groupe des Franco-Américains, dont font partie les Cadiens.
Le terme « créole », quand il est utilisé en Louisiane, pour parler de langue, d'identité ou de culture, ne peut être assimilé à la langue, l'identité et la culture créoles des Caraïbes, qui revêtent des disparités, bien que géographiquement proches.

## Définition

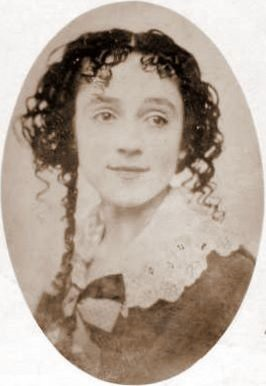
L'artiste Adah Isaacs Menken (1835-1868), Créole de couleur, fille d'un Noir libre et d'une Créole de Louisiane.

Pendant les colonisations française et espagnole des Amériques, le terme « créole » était utilisé uniquement par les gouvernements coloniaux pour désigner toute personne, produit ou animal issu de la colonie.
Au sens large, les Créoles sont donc les personnes nées dans la colonie par opposition à la métropole ou le « Vieux Continent ». Si le terme désigne en principe autant les descendants des colons européens, que ceux des esclaves africains déportés vers la colonie,, il s'appliquait dans l'usage uniquement aux Blancs pendant la période coloniale, les esclaves [noirs] n'ayant par définition aucun droit.
Pour les Métis libres, c'est l'appellation « gens de couleur libres » qui s'applique jusqu'à l'abolition de l'esclavage aux États-Unis en 1863 ; au côté des Noirs affranchis, ils deviennent alors « Créoles de couleur » (Coloured Creoles et parfois Black Creoles), par opposition aux « Créoles blancs » (White Creoles).
Cette extension du terme sera critiquée par les penseurs créoles blancs louisianais, Charles Gayarré et Alcée Fortier, tous deux descendants de colons esclavagistes, qui clameront que la « créolité » – l'identité créole – ne s'applique qu'aux personnes d'ascendance exclusivement européenne. Cependant, le plus vieux manuscrit où on retrouve le terme créole utilisé, en 1782, fait référence à un esclave.

## Histoire
L'histoire des Créoles de Louisiane commence avec la colonisation française et espagnole de la Louisiane. Toutefois, dans un premier temps, le peuplement est peu important. Il va en revanche doubler avec l'arrivée, entre 1791 et 1803, des réfugiés de Saint-Domingue. Cette ancienne colonie française (actuelle République d'Haïti), connaît un mouvement de révoltes d'esclaves si important qu'il aboutira à l'indépendance de la colonie en 1804. Ce sont 15 000 personnes au total, dans des proportions équivalentes de Blancs, de Noirs libres ou gens de couleur libres, et d’esclaves, qui vont s'installer en trois vagues en Louisiane (dans les années 1790, en 1803 et 1804, et en 1809 et 1810).
En 1803, la vente de la colonie française de Louisiane provoque une division culturelle entre les Francophones catholiques de la colonie et les Américains anglophones protestants venus administrer ce nouveau territoire. Le premier gouverneur du territoire de Louisiane, William C. C. Claiborne, un Américain né dans le Tennessee, a pour premier objectif politique d'assimiler la colonie française de Louisiane, ce qui provoque une forte opposition avec l'ancienne classe dirigeante francophone.
Dès lors, l'élite et les habitants de Louisiane, d'origine française et de religion catholique, s'attachent à leur identité créole qui solidarise leur nouvelle communauté, afin de se distinguer des Américains anglophones auxquels ils sont d'abord hostiles. À La Nouvelle-Orléans, la rue du Canal marque encore la frontière linguistique, entre les quartiers de langue française et ceux de langue anglaise, comme le nom de Vieux carré français, qui atteste toujours de la longue primauté francophone de cet ancien quartier de la ville.

## Typologie

### Les créoles blancs

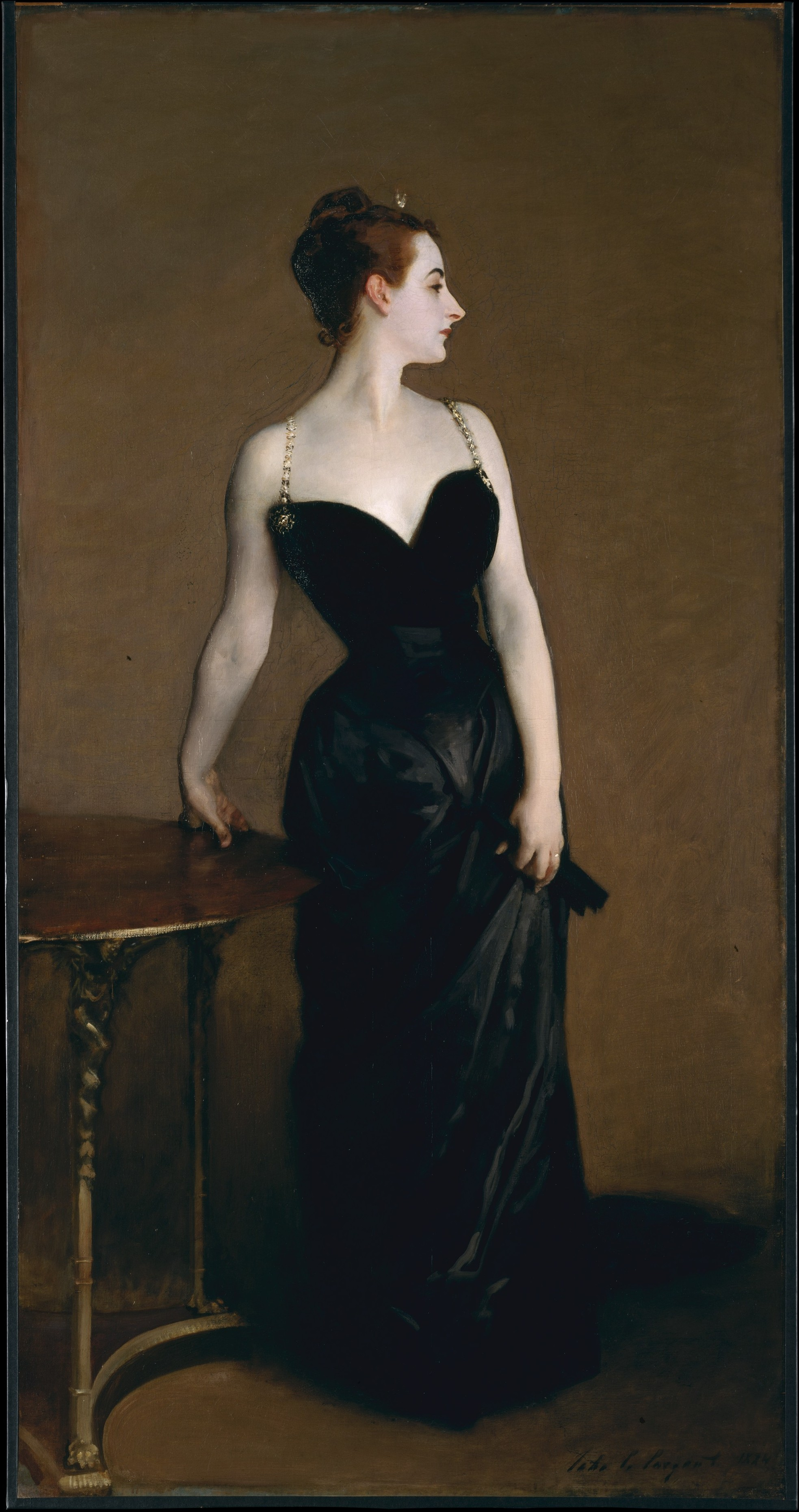
Virginie Gautreau, connue comme « Madame X », une Créole de La Nouvelle-Orléans issue d'une famille de planteurs esclavagistes.

Le mot créole désigne tout individu né dans la colonie et plus spécifiquement les personnes d'ascendance européenne, soient les Blancs, dans un premier temps – dont l'élite esclavagiste possède les plantations –, les esclaves n'ayant aucun droit avant l'abolition de l'esclavage aux États-Unis en 1863.

#### Concept de créolité blanche
Après la Guerre de Sécession, en accord avec la politique d'imposition et de classification raciale binaire imposée par les Américains anglophones, des intellectuels créoles comme Charles Gayarré et Alcée Fortier, descendant de colons esclavagistes, commencent à définir la créolité sur le critère exclusif d'une descendance européenne, en règle générale française ou espagnole. Issus d'une société coloniale aux rapports très ethnicisés, les créoles blancs appartenant au monde des grandes plantations, refusaient alors d'être associés aux populations noires ou métis, de même qu'ils ne voulaient pas être confondus avec les Américains blanc anglophones ou provenant d'une immigration post-coloniale (par exemple Italiens) ou acadienne (p. ex. les Cadiens francophones). Ils figuraient alors une société à part aux traditions distinctes de la société nationale américaine. Les créoles blancs publient alors un grand nombre d'articles, de livres et de discours pour protéger leur pureté raciale. En témoigne la polémique menée par les créoles blancs autour de l'œuvre de George Washington Cable qui décrivait une société créole multiraciale dans ses romans et ses nouvelles. Dans son roman, The Grandissimes (publié en 1880), il expose les préoccupations créoles vis-à-vis des liens de sang inévitables avec les Noirs et les mulâtres. Ce livre fit scandale, selon Virginia Dominguez :

« Il y eut une véritable explosion de réactions en défense de l'ascendance créole. Le grand écrivain George Washington Cable engageait ses personnages dans une querelle de famille sur un héritage, empêtrés dans des unions sexuelles avec des Noirs et des mulâtres, et les décrivait particulièrement défensifs sur la présumée pureté de leur ascendance caucasienne, tandis que les créoles les plus revendicatifs répondaient en insistant sur le facteur de pureté de l'ascendance blanche comme un impératif pour s'identifier comme créole. »

Mais on ne peut toutefois ignorer les mariages ou le concubinage de créoles blancs avec des Noires libres ou esclaves ou encore des Amérindiennes, ainsi dès la période coloniale apparaissent les termes de « créoles de couleur » et « esclaves créoles ». Aujourd'hui on ne connaît pas le nombre de créoles français, cette identité s'est progressivement associée aux Cadiens, eux aussi d'ascendance européenne, et aux créoles de couleur, tous les trois possédant une même culture française et catholique. Historiquement les créoles français parlent le français de Louisiane.

### Créoles de couleur

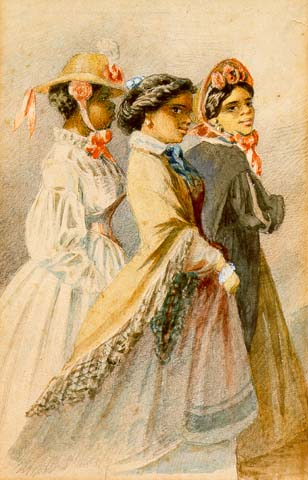
Femmes créoles de la bourgeoisie louisianaise, peinture d'Édouard Marquis.

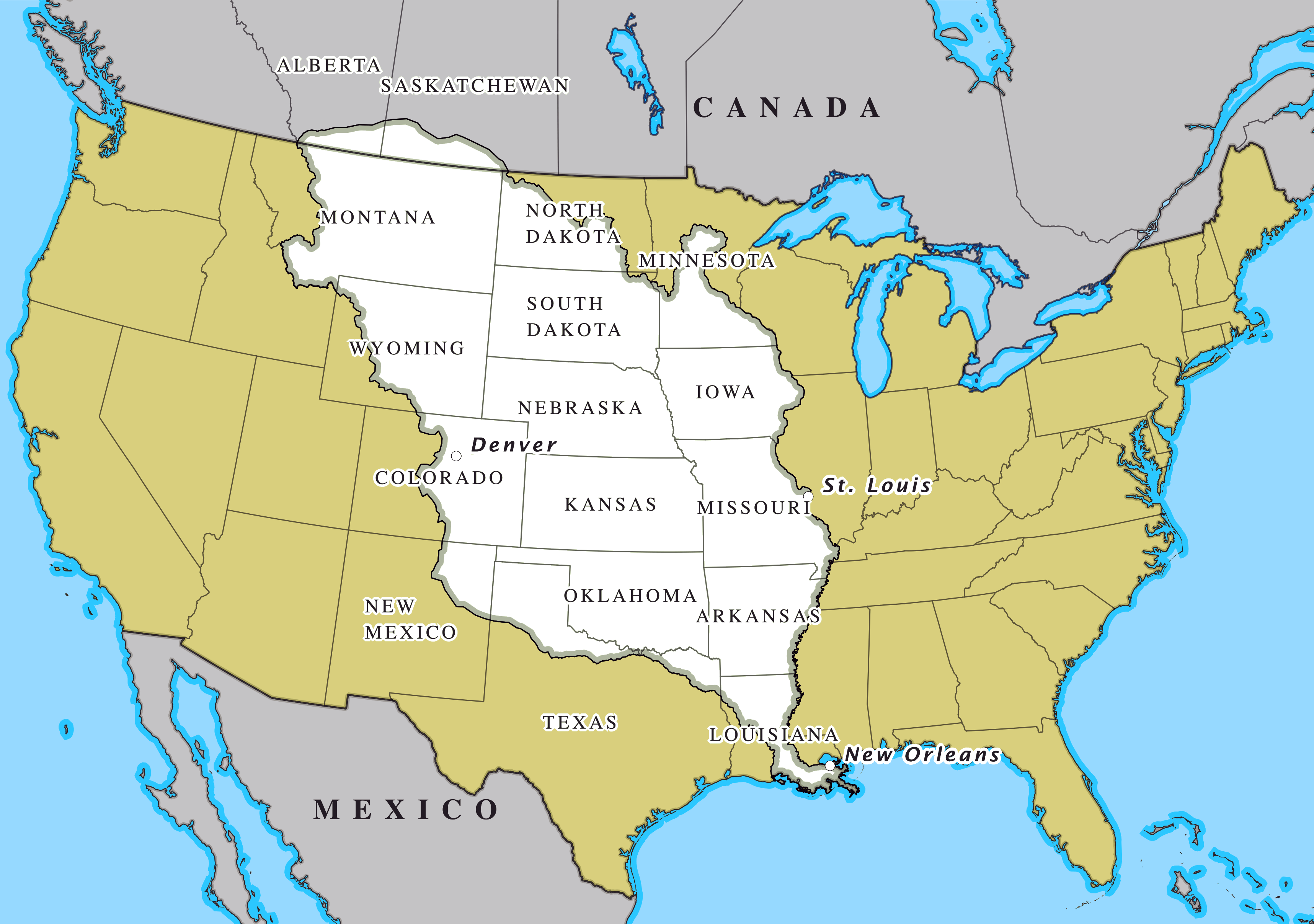
Territoire de « Grande-Louisiane » française (en blanc), avant sa sa vente en 1803 par Napoléon aux États-Unis d'Amérique.

C'est l'essor des gens de couleur libres (métis ou noirs affranchis et libres de naissance), qui étendra l'usage du mot « créole » aux personnes non-blanches.

### Les gens de couleur libres
Sous administration française et espagnole de la Louisiane, la loi coloniale reconnaissait un ordre tripartite au sein de la société louisianaise : Blancs, gens de couleur libres et esclaves, ordre qui n'existait pas en Nouvelle-Angleterre mais correspondait au modèle colonial latino-américain et des Caraïbes. Peu nombreux au début du XIXe siècle (estimé à 1 566 personnes en 1805), mais relativement puissants, les membres de la « caste » des gens de couleur libres louisianais jouissaient de privilèges en comparaison de ses homologues du reste du continent nord-américain et que, peu à peu, les autorités américaines, supplantant l'autorité coloniale française, tentèrent d'effacer en tant que communauté en imposant l'ordre biracial américain, alors en usage dans le reste des États-Unis.

Sous l'autorité coloniale du Royaume de France, La distinction raciale était strictement établie (le Code noir ne permettait pas le mariage entre blancs libres et noirs esclaves) mais ne put empêcher le développement d'un métissage entre Blancs et esclaves, favorisé par des relations extra-conjugales mais également par le système du plaçage, dont la pratique va être institutionnalisée en Louisiane : le plaçage étant un système extra-légal reconnu par la société louisianaise à l'époque de la Louisiane française et jusqu'à la vente de la Louisiane aux États-Unis en 1803. Il consistait à « placer » une femme (maîtresse ou amante) noire ou mulâtre dans une des résidences d'un maître blanc. S'agissant d'un système de concubinage, indépendant du mariage mais toléré pour pallier la pénurie de femmes blanches, le plaçage contribua largement au métissage de la population. Avec le temps, les enfants métissés nés de ces unions furent le plus souvent émancipés et leur mère affranchie par la même occasion. Cette génération put également prendre le patronyme paternel. Les historiens évaluent à plus de 1 500 femmes de couleur vivant sous le régime du plaçage.

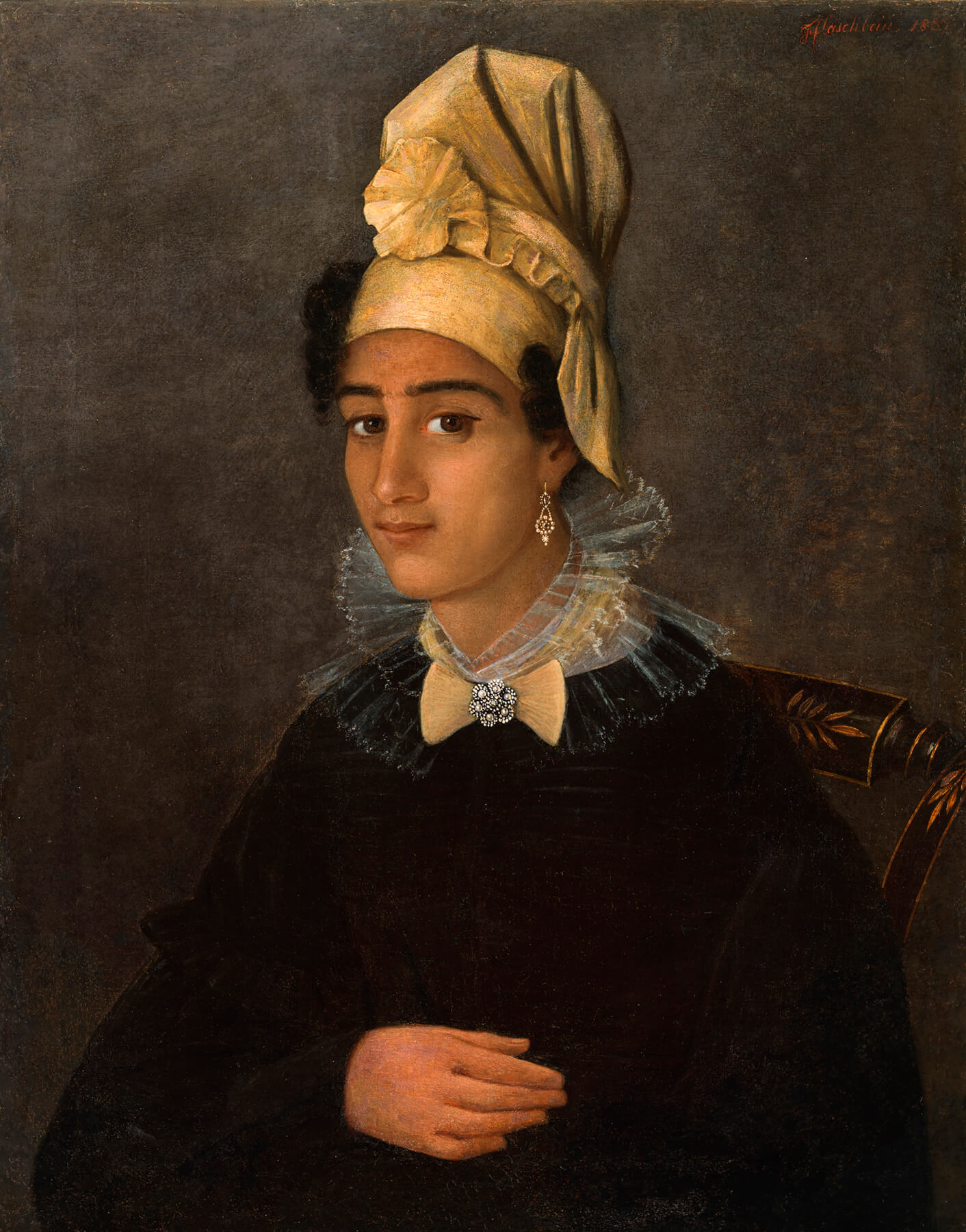
Portrait de Betsy par François Fleischbein, 1837. La jeune femme est coiffée du traditionnel tignon.

À la mort de son protecteur et amant, la femme « placée » et les enfants nés de leur union, pouvaient prétendre jusqu'à un tiers des biens de l'homme blanc. Certains maîtres désignant leurs enfants métis comme héritiers prioritaires par rapport à leurs autres descendants blancs ou à leur conjoint officiel. Un certain nombre de femmes placées purent ainsi ouvrir un commerce et leurs enfants devinrent parfois des hommes d'affaires, entrepreneurs et même hommes politiques. Il se constitua ainsi une bourgeoisie créole au cours du XIXe siècle. De plus il s'agissait d'une manière efficace pour devenir libre et sortir de la condition d'esclave, ce qui permit d'assurer une certaine mobilité sociale et pour les anciens esclaves d'acquérir la culture française.

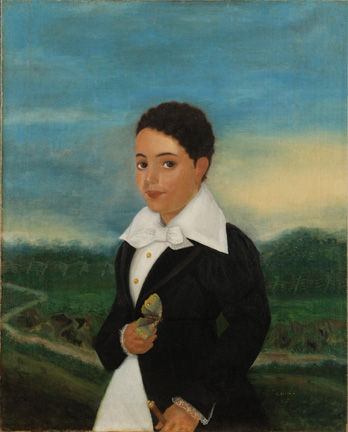
Creole Boy with a Moth par Julien Hudson, 1835.

Cette particularité permit l'émergence d'une nouvelle identité dans la colonie, celle des gens de couleur libres. Après la guerre de Sécession, avec la victoire de l'Union, l'homme de couleur libre crut son identité menacée par la suppression de l'esclavage, qui le plaçait dans la même catégorie que les anciens esclaves. Comme les Blancs, quelque quarante ans plus tôt, l'ancien homme de couleur libre revendiqua l'appartenance au groupe des Créoles pour faire la distinction avec l'ancien esclave.

### Les esclaves créoles

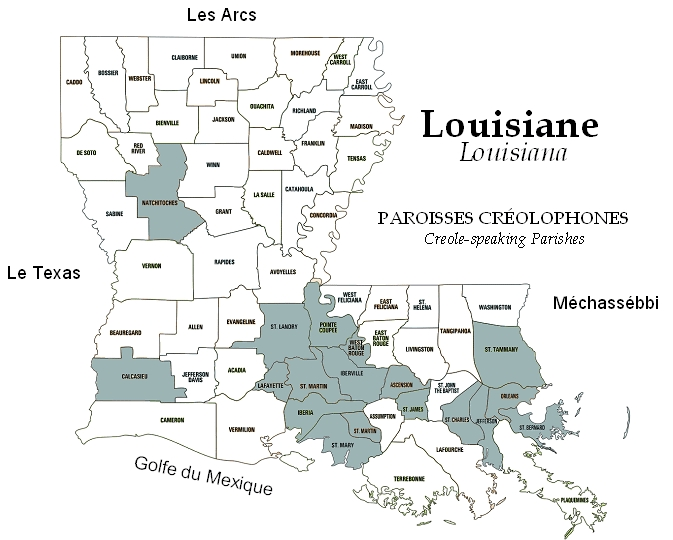
Paroisses créolophones de Louisiane.

Les esclaves francophones ont cherché à se constituer une identité catholique et créolophone. Ils ont ainsi intégré la culture française transmise par les métis avec des éléments de culture noire haïtienne, espagnole et amérindienne. La langue créole est le résultat de ce métissage. Mais cette distinction s'est estompée avec le Mouvement des droits civiques et le Mouvement de fierté noire dans les années 1960, où le Noir devait alors choisir entre une identité créole et l'assimilation à la communauté des Noirs anglophones beaucoup plus influente.
L'identité noire-créole est toujours présente aujourd'hui surtout avec l'usage du créole louisianais (Kréyol La Lwizyàn ou Kouri-Vini) parlé par 70 000 personnes particulièrement en Louisiane dans les paroisses de Saint-Martin, Saint-Landry, Jefferson et Lafayette. Il existe des communautés importantes dans l'Illinois et une petite communauté dans le Texas de l'Est. La communauté la plus importante se trouve sans aucun doute en Californie, surtout dans le Nord.

## Personnalités connues ou historiques
- Delphine Lalaurie (1787-1849), tortionnaire et tueuse en série créole américaine
- Lucien Fontenelle (1800-1840), commerçant de fourrures américain du XIXe siècle
- Norbert Rillieux (1806-1894), inventeur et ingénieur créole américain
- Victor Séjour (1817-1874), écrivain américain d'expression française
- Pierre Gustave Toutant de Beauregard (1818-1893), général des États confédérés d'Amérique
- Edgar Degas (1834-1917), peintre français, née d'une mère créole
- Rodolphe Desdunes (1849-1928), écrivain et militant des droits civiques américain
- Kate Chopin (1850-1904), écrivaine américaine
- Faith Domergue (1924-1999), actrice américaine
- Léon XIV (né en 1955), pape et souverain du Vatican, née d'une mère d’ascendance créole
- Beyoncé (née en 1981), chanteuse américaine, née d'une mère créole.

## Sites culturels créoles
- Plantation Laura, plantation située à la Vacherie et fondée par des Français en 1804.

## Dans la culture populaire
La chanson The Fat Man dont les paroles évoquent les femmes créoles au carrefour de Rampart Street et Canal Street, point de rencontre du quartier noir et du quartier blanc.